# Nibelle
Nibelle är en kommun i departementet Loiret i regionen Centre-Val de Loire strax norr Frankrikes mitt. Kommunen ligger i kantonen Beaune-la-Rolande som tillhör arrondissementet Pithiviers. År 2022 hade Nibelle 1 176 invånare.

## Befolkningsutveckling
Antalet invånare i kommunen Nibelle
| Referens: INSEE |